# Cai Tongtong
Cai Tongtong (kinesiska: 蔡彤彤; pinyin: Cài Tóngtóng), född den 7 februari 1990 i Wenzhou, Kina, är en kinesisk gymnast.
Hon tog OS-silver i rytmisk gymnastik för trupper i samband med de olympiska gymnastiktävlingarna 2008 i Peking.